# Kring drottningen
Kring drottningen är en tysk romantisk komedifilm från 1936 i regi av Erich Engel. Den var en av många filmer Engel regisserade där Jenny Jugo gjorde huvudrollen. Manus skrevs av Ernst Marischka. Filmen är en romantiserad historia om hur den brittiska drottning Viktoria efter en radda förvecklingar gifter sig med prins Albert av Sachsen-Coburg-Gotha.
Filmen hade svensk biopremiär 1937 på dåvarande biograf Olympia i Stockholm.

## Rollista
- Jenny Jugo - Victoria
- Otto Treßler - lord Melbourne
- Olga Limburg - grevinnan av Kent
- Renée Stobrawa - baronessan Lehzen
- Friedrich Benfer - prins Albert
- Gustav Waldau - professor Lenkmann
- Paul Henckels - kung Leopold
- Ernst G. Schiffner - kung William
- Erik Ode - prins av Oranien
- Angelo Ferrari - furst Alexander
- Werner Pledath - lord Cunningham
- Ernst Rotmund - baron Brunow
- Julius Brandt - ärkebiskop
- Herbert Hübner - sir John Conroy
- Heinz Salfner - George